# 柳斎重春
柳斎 重春（りゅうさい しげはる、享和2年〈1802年〉 - 嘉永5年5月29日〈1852年7月16日〉）とは、江戸時代後期の大坂の浮世絵師。

## 来歴
肥前国長崎鍛治町の商家山口善右衛門（屋号大島屋）の次男として生まれる。俗称は山口甚次郎。玉柳亭、烽山、日華とも号す。重春とは親交のあった花笠外史の著『役者風俗三国志』の序文には重春について、「…画を好み寝食を忘れ、師なくて学び真を観て臨（うつ）し、遂に一家をなすに到る」とあり、要するに定まった絵の師匠はいなかったと記している。丸丈斎国広または柳川重信の門人だったともいわれるが定かではない。
幼い頃に父善右衛門とともに長崎から大坂に移り住む。文政12年（1829年）から天保3年（1832年）の間には大坂の三ツ寺町に住んだ。作画期は文政4年（1821年）からのものが確認されており、作品は役者絵や版本挿絵、肉筆画などがあり、一説には芝居の絵看板も描いたという。当初は長崎国重、梅丸斎国重、また瀧川国重とも称している。文政9年（1826年）7月に柳斎重春と改名、天保元年（1830年）からは玉柳亭の号を使う。重春の役者絵は、国重を称した頃は江戸の役者絵に近い垢抜けした画風を見せるが、柳斎を称しはじめた頃から上方絵特有の濃密な画風に傾倒し、固定化している。享年51。墓所は長崎県長崎市の永昌寺、戒名は烽山柳春居士。かつて大阪市天王寺区の伝光寺にも墓があったが、伝光寺は第二次大戦後に他の寺と合併し無くなっており、重春の墓も現存しない。門人に柳狂亭重直、重房がおり、重春の長女よねは米春と号して画業を継いでいる。

## 作品

### 版本挿絵
- 『月宵鄙物語』後編　読本　※桃花園三千丸作、文政11年
- 『都鄙物語』　読本　※手塚兎月作、文政12年
- 『傾城狭妻櫛』　絵入根本　※文政13年
- 『忠孝二見浦』　読本　※南里亭其楽作、文政14年
- 『役者風俗三国志』　芝居絵本　※花笠外史編、天保2年
- 『契情稚児淵』　絵入根本　※天保3年
- 『絵本和田軍記』　読本　※速水春暁斎作 天保5年
- 『三傑奇譚』　読本　※東籬亭作、天保12年
- 『扶桑皇統記図会』　読本　※好華堂主人作、嘉永2 ‐ 3年

### 錦絵
- 「まりがせ秋夜・中村歌右衛門」　大判　ボストン美術館所蔵　※文政4年9月、大坂角の芝居『太平記菊水之巻』より。「長崎国重画」の落款あり
- 「梅の由兵衛・市川鰕十郎　小梅弟長吉・坂東寿太郎」　大判　早稲田大学演劇博物館所蔵　※文政8年8月、角の芝居『隅田春妓女容性』より。「瀧川国重画」の落款あり。滝川国広との合作
- 「石川五右衛門・歌右衛門」　大判　早稲田大学演劇博物館所蔵　※文政9年7月、大坂中の芝居『木下蔭狭間合戦』より。「国重改柳斎重春画」の落款あり
- 「朝比奈藤兵衛・市川鰕十郎」　大判　早稲田大学演劇博物館所蔵　※文政9年7月、中の芝居『極彩色娘扇』より
- 「七変化之内　獅子・中村歌右衛門」　大判　早稲田大学演劇博物館所蔵　※文政12年3月、角の芝居『皆老ちよつと七化』より
- 「自来也・中村歌右衛門」　大判　早稲田大学演劇博物館所蔵　※画中「春の香は残らぬ梅のもみち哉　梅玉」の句あり。天保3年8月、角の芝居『柵自来也談』より
- 「小野小町・梅花　僧正遍正、文屋康秀、在原業平、喜撰法師、大伴黒主・芝翫」　大判　東京都立図書館所蔵　※天保5年正月、角の芝居『六歌仙容彩』より
- 「座頭、太夫、お福、仕丁、業平、越後獅子、鍾馗・中村歌右衛門」　大判7枚揃　※天保9年正月、中の芝居『昔慕やはり七化』より
- 「大阪北新地ねり物　孟宗　伊勢島八重」　大判　ボストン美術館所蔵
- 「大坂北新地ねり物　鶯宿梅　明石屋小とま」　同上
- 「大阪北新地ねり物　あたか　伊勢島もん」　同上
- 「嶋之内ねりもの　けそう文　伊丹駒小なべ」　同上
- 「島之内ねりもの　湯あがり　京扇屋てふ」　同上
- 「嶋之内ねりもの　感陽宮　中森軒小浪」　同上
- 「嶋之内ねりもの　華陽夫人　中森軒ゑい」　同上

### 肉筆画
| 作品名               | 技法     | 形状・員数 | 寸法（縦x横cm） | 所有者                 | 年代               | 落款・印章                        | 備考                                                         |
| -------------------- | -------- | ---------- | --------------- | ---------------------- | ------------------ | --------------------------------- | ------------------------------------------------------------ |
| 竜虎紋様着衣太夫の図 | 絹本着色 |            |                 | 摘水軒記念文化振興財団 |                    |                                   |                                                              |
| 素尊斬蟒図           | 板地著色 | 絵馬1面    | 119.6x149.0     | 金刀比羅宮             | 1844年（天保15年） | 款記「烽山重春」/「烽山」朱文方印 | 木枠に「奉納」「天保十五甲辰三月吉日」「淡州吉田傳次郎座中」 |